# Frank Grillaert
Frank Grillaert (Hamme, 22 oktober 1946 – aldaar, 23 februari 2023) was een Belgische atleet, die gespecialiseerd was in de lange afstand en het veldlopen. Hij veroverde één Belgische titel. 

## Biografie
Grillaert was vooral bekend als veldloper. Hij nam viermaal deel aan het wereldkampioenschap veldlopen. Hij haalde met de Belgische ploeg tweemaal het landenklassement. Individueel was een negentiende plaats in Limerick zijn beste prestatie. Op het BK werd hij in 1979 tweede na Leon Schots.
Grillaert werd in 1977 voor de eerste en enige maal Belgisch kampioen op de 10.000 m. Hij nam in 1978 deel aan de Europese kampioenschappen atletiek, waar hij zestiende werd in de rechtstreekse finale van de 10.000 m.

### Clubs
Grillaert was aangesloten bij AC Hamme en stapte over naar Antwerp Atletiekclub (AAC).

## Kampioenschappen

### Internationale kampioenschappen
| onderdeel | titel               | jaar       |
| --------- | ------------------- | ---------- |
| veldlopen | landenklassement WK | 1974, 1977 |

### Belgische kampioenschappen
| onderdeel | jaar |
| --------- | ---- |
| 10.000 m  | 1977 |

## Persoonlijke records
| Onderdeel | Prestatie | Datum             | Plaats   |
| --------- | --------- | ----------------- | -------- |
| 5000 m    | 13.38,2   | 6 juni 1973       | Helsinki |
| 10.000 m  | 28.21,2   | 5 augustus 1978   | Brussel  |
| 1 uur     | 19,638 km | 20 september 1972 | Brussel  |

## Palmares

### 5000 m
- 1975:  BK AC - 13.47,0
- 1976:  BK AC - 13.57,6

### 10.000 m
- 1972:  BK AC - 28.58,0
- 1977:  BK AC - 29.26,28
- 1978: 16e EK in Praag -  28.43,5

### veldlopen
- 1974: 27e WK in Monza
- 1974:  landenklassement WK
- 1977: 27e WK in Düsseldorf
- 1977:  landenklassement WK
- 1979:  BK in Waregem
- 1979: 19e WK in Limerick
- 1980: 44e WK in Parijs
- 1980:  landenklassement WK